# 나래초등학교 (세종)
나래초등학교 (나래初等學校)는 대한민국 세종특별자치시가 교육기본법에 따라 설치한 초등학교이다. 가칭 고정초등학교(高亭初等學校)였다. 개교기념일은 10월 2일이다.

## 학교 연혁
- 2010년 10월 학교설립 계획 수립 (행복청, 24학급)
- 2012년 10월 15일 공립학교보통인가
- 2013년 5월 1생활권 학급증설 방안 보고   (24학급→50학급, 특수학급 2학급 포함)
- 2013년 11월 세종특별자치시 시립학교 설치 조례 개정   (나래초등학교 학교명칭 및 위치 등재)
- 2014년 9월 1일 나래초등학교 개교
- 2014년 10월 13일 개교식[4]
- 2015년 3월 1일 교육부 요청 학생평가 정책연구학교 운영「수학·과학 통합 영재학급」 운영
- 2016년 3월 1일 수학·과학 통합, 영어 영재학급」 운영
- 2017년 2월 16일 제3회 졸업식(졸업생 총 413명)
- 2017년 3월 1일 54학급 편성(특수 1학급포함) 「수학·과학 통합, 영어 영재학급」2학급 운영
- 2018년 1월 10일 제4회 졸업식(163명 졸업, 총576명 졸업)
- 2018년 3월 1일 55학급 편성(특수 2학급 포함) 「수학·과학 통합, 영어 영재학급」2학급 운영

## 참고 자료
- 나래초등학교 - 한국교육학술정보원 학교알리미